# Call the Shots
„Call the Shots” este un cântec al grupului muzical britanic Girls Aloud. Versurile acestuia au fost scrise de Brian Higgins, Miranda Cooper, Tim Powell, Giselle Somerville și Lisa Cowling, iar melodia a fost compusă de Xenomania. Piesa este inclusă pe cel de-al patrulea album de studio al formației, Tangled Up, fiind lansată ca cel de-al doilea disc single al albumului în luna noiembrie a anului 2007.
„Call the Shots” a devenit cel de-al șaptesprezecelea disc single al grupului ce se clasează în top 10 în UK Singles Chart, după ce a debutat pe locul 9 în data de 26 noiembrie 2007. Cântecul a devenit cel mai bine clasat single lansat de pe materialul Tangled Up în toate clasamentele unde a activat. De asemenea, piesa a obținut locul 1 în Croația și Estonia.

## Structura muzicală și versuri

Partitura de început a cântecului „Call the Shots”.

Piesa „Call the Shots” este scrisă în tonalitatea Re major și prezintă influențe pop-rock, dance-pop, disco și din muzica electronică. Instrumentele folosite de-a lungul procesului de compunere au constat în pian și chitară. În linia melodică sunt folosite proeminent orchestrele de coarde dar și o serie de armonii vocale subtile. De asemenea, în cântec nu sunt folosite secțiuni instrumentale lungi.
Versurile vorbesc despre dragoste și suferințele provocate de aceasta, prin cuvintele „Nu voi plânge pentru că am ajuns până aici” fiind sugerate confuzia, naivitatea și urmele de înțelepciune ale tinereții. De asemenea, sintagma „call the shots” a fost folosită de către Britney Spears în cântecul „Circus”.

## Lansare și percepție
Cântecul a fost interpretat în premieră în cadrul spectacolului The X Factor, pe data de 17 noiembrie 2007, cu toate că piesa a mai fost prezentată în cadrul balului caritabil UNICEF. „Call the Shots” a mai fost promovat și în emisiunile The Paul O'Grady Show și This Morning.
Membra grupului, Cheryl Cole, a declarat faptul că piesa „Call the Shots” este favorita ei de pe albumul Tangled Up, afirmând faptul că „mi se face pielea de găină atunci când o ascult”. Cântecul a fost preluat de artiști ca Mark Morriss, Smashing Pumpkins, David Jordan, Coldplay și Bloc Party în timpul unor interpretări live.
„Call the Shots” a primit în general recenzii pozitive. Editorul Kim Dawson (Daily Star) a subliniat faptul că „[piesa] este una dintre cele mai bune din întrega lor carieră”. UK Mix oferă discului două recenzii, ambele fiind pozitive. Alex MacGregor, de la această publicație, oferă cântecului maxim de puncte, afirmând următoarele: „după vreo treisprezece ascultări, realizezi faptul că este unul dintre cele mai bune discuri single ale grupului dar și că atât fetele cât și Xenomania au găsit aur din nou”. The Sun apreciază refrenul drept „atrăgător”, în timp ce Allmusic numește piesa „o revelație”, continuând prin fraza: „De departe cel mai subtil single din întreaga carieră a formației, este o baladă electro-pop ce dovedește maturizarea grupului”. BBC Music, care a oferit materialului Tangled Up, o recenzie pozitivă, face referiri la cântec prin sintagma „un deschizător [de album] neașteptat de calm”. De asemenea, Virgin Media, oferă cântecului o recenzie pozitivă: „Tangled Up nu dezamăgește. Discurile single «Sexy! No No No...» și «Call the Shots», împreună cu piese asemenea lui «Close to Love» ne reamintesc de mesajul transmis de muzica power-pop cu care ne-am obișnuit”. Digital Spy oferă discului patru stele dintr-un total de cinci, susținând că „este mai interesant decât multe cântece lansate de ele și este destul de incitant cât să ofere o primă impresie asupra viitorului album”. Billboard consideră „Call the Shots” unul dintre cele mai interesante cântece de pe album, alături de „Can't Speak French” și „Fling”.

## Videoclip
Videoclipul a fost regizat de Sean de Sparengo și a fost filmat în Malibu, California și le prezintă pe cele cinci interprete în rochii purpurii într-o interpretare pe plaja din Malibu. În timpul filmărilor de pe plajă, decorul se compunea din torțe aprinse și steaguri albe. Premiera a avut loc pe posturile de televiziune The Box, Smash Hits! TV și The Hits pe data de 17 octombrie 2007.
De asemenea, clipul prezintă, individual, povestea fiecărei artiste. Astfel, Cheril Cole, este surprinsă privind pe o fereastră, Kimberly Walsh este prezentată în fața unei oglinzi și machiându-se, Nicola Roberts se află pe marginea unei piscine, Nadine Coyle, privește o serie de fotografii, iar Sarah Hearding își urmărește prietenul în timp ce acesta se află în cabina de duș.
În timpul filmărilor membrele formației și-au arătat bucuria de a filma un videoclip în Los Angeles, Kimberly Walsh declarând următoarele: „Ne-au trebuit cinci ani pentru a veni în sfârșit în Los Angeles pentru a filma un clip”. De asemenea, în cadrul premiilor BRIT 2008 videoclipul cântecului a fost utilizat pentru a susține nominalizarea formației în cadrul categoriei „Cel mai bun grup britanic”.

## Lista melodiilor

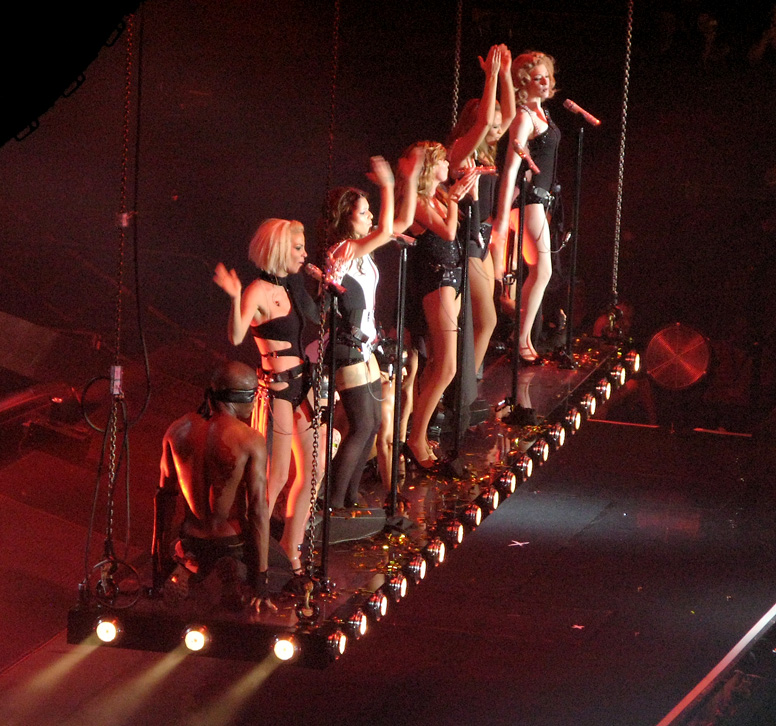
Girls Aloud interpretând „Call the Shots” în cadrul turneului Out of Control, 2009.

Discul single a fost lansat în format digital pe data de 19 noiembrie 2007 în Regatul Unit și pe data de 26 noiembrie 2007 în format fizic. Discul conține pe fața B două cântece adiționale, „Rehab” (un cover după cântecul interpretei Amy Winehouse) și „Blow Your Cover”.
| #                                                                    | Titlu                                                | Timp |
| -------------------------------------------------------------------- | ---------------------------------------------------- | ---- |
| Disc single distribuit de Fascination Records în Regatul Unit)       |                                                      |      |
| 1.                                                                   | „Call the Shots”                                     | 3:43 |
| 2.                                                                   | „Rehab” [cover în cadrul emisiunii Live Lounge]      | 3:42 |
| Disc single (CD2) distribuit de Fascination Records în Regatul Unit) |                                                      |      |
| 1.                                                                   | „Call the Shots”                                     | 3:43 |
| 2.                                                                   | „Call the Shots” [Mixaj pentru cluburi de Xenomania] | 4:50 |
| 3.                                                                   | „Blow Your Cover”                                    | 3:27 |
| 4.                                                                   | „Call the Shots” [Videoclip]                         | 3:43 |
| Disc digital distribuit prin iTunes în Regatul Unit                  |                                                      |      |
| 1.                                                                   | „Call the Shots” [Mixaj realizat de Tony Lamezma]    | 7:22 |

## Versiuni oficiale
| Versiune                    | Apariție                                              |
| --------------------------- | ----------------------------------------------------- |
| Versiunea de pe album       | Tangled Up, Discul single „Call the Shots”            |
| Mixaj realizat de Xenomania | Discul single „Call the Shots”                        |
| Videoclip                   | Discul single „Call the Shots”                        |
| Mixaj de Tony Lamezma       | Descărcare digitală prin iTunes (pentru Regatul Unit) |
| Live la The O2              | Girls A Live                                          |

## Personal
- Vocaliști: Cheryl Cole, Nadine Coyle, Sarah Harding, Nicola Roberts și Kimberley Wals;
- Producători: Brian Higgins/Xenomania;[2]
- Ingineri de sunet: Toby Scott și Dan Aslet;[2]
- Textieri: Brian Higgins, Miranda Cooper, Tim Powell, Giselle Somerville și Lisa Cowling;[2]
- Programatori: Tim Powell, Brian Higgis, Miranda Cooper, Tobby Scott și Matt Gary;[2]
- Chitare: Nick Coler și Owen Parker;[2]
- Mixat de: Jeremy Wheatley.[2]

## Prezența în clasamente
„Call the Shots” a fost lansat în format digital pe data de 19 noiembrie 2007 în Regatul Unit, cu o săptămână înaintea lansării discurilor single. În urma vânzărilor digitale înregistrate în prima săptămână de lansare, cântecul a debutat în UK Singles Chart pe locul 9. O săptămână mai târziu, discul a obținut poziția cu numărul 3, devenind cea de-a noua clasare în top 3 a grupului în clasamentul britanic. Piesa a rezistat în top 10 timp de șapte săptămâni, egalând perioada petrecută de discul de debut, „Sound of the Underground”, în primele zece poziții ale topului. „Call the Shots” s-a comercializat în peste 250.000 de exemplare pe teritoriul Regatului Unit al Marii Britanii și al Irlandei de Nord.
În Irlanda, „Call the Shots”, a intrat în Ireland Singles Chart pe locul 44, având suportul discurilor digitale. În cea de-a doua săptămână, cântecul s-a poziționat pe locul 9, devenind cel de-al unsprezecelea disc de top 10 în această țară. De asemenea, piesa a devenit cel mai bine clasat single al albumului. „Call the Shots” a experimentat succes și în clasamentele din Croația, Estonia, Singapore, Ungaria sau Polonia. În Croația și Estonia, discul a obținut poziția cu numărul 1, iar în Cipru, Polonia, Singapore, Slovenia și Ungaria, cântecul s-a poziționat în primele douăzeci de trepte ale clasamentelor naționale.
De asemenea, „Call the Shots” a activat în Bulgaria și România, unde a obținut poziții de top 40. În România, piesa, a debutat pe locul 74, marcând ce-a de-a doisprezecea intrare în Romanian Top 100 a unui cântec al formației. În ce-a de-a treia săptămână, discul single a urcat treizeci și nouă de poziții, ocupând locul 38. În urma acestei realizări, „Call the Shots” a devenit cea de-a treia clasare de top 40 în România, după „Sound of the Underground” (locul 10) și „I Think We're Alone Now” (locul 34).

## Clasamente
| Clasament (2007/2008)   | Poziția maximă | Referință |
| ----------------------- | -------------- | --------- |
| Belarus Singles Chart   | 23             | [ 54 ]    |
| Bulgarian Singles Chart | 24             | [ 5 ]     |
| Croatian Singles Chart  | 1              | [ 6 ]     |
| Cyprus Singles Chart    | 13             | [ 45 ]    |
| Estonian Singles Chart  | 1              | [ 7 ]     |
| Euro 200                | 16             | [ 55 ]    |
| European Hot 100        | 9              | [ 56 ]    |
| Hungary Singles Chart   | 3              | [ 49 ]    |

| Clasament (2007/2008)   | Poziția maximă | Referință |
| ----------------------- | -------------- | --------- |
| Ireland Singles Chart   | 9              | [ 5 ]     |
| Poland Singles Chart    | 16             | [ 46 ]    |
| Romanian Top 100        | 38             | [ 50 ]    |
| Singapore Singles Chart | 8              | [ 47 ]    |
| Slovenia Singles Chart  | 12             | [ 48 ]    |
| UK Airplay Chart        | 1              | [ 57 ]    |
| UK Download Chart       | 2              | [ 58 ]    |
| UK Singles Chart        | 3              | [ 5 ]     |

## Predecesori și succesori
| Predecesor: „Bleeding Love” de Leona Lewis | Locul 1 în Croatian Singles Chart 17 noiembrie, 2007 – 23 noiembrie, 2007 | Succesor: „Bleeding Love” de Leona Lewis |

## Datele lansărilor
| Regiune      | Format              | Dată              | Referință |
| ------------ | ------------------- | ----------------- | --------- |
| Irlanda      | descărcare digitală | 16 noiembrie 2007 | [ 1 ]     |
| Regatul Unit | descărcare digitală | 19 noiembrie 2007 | [ 1 ]     |
| Irlanda      | disc single         | 23 noiembrie 2007 | [ 1 ]     |
| Regatul Unit | disc single         | 26 noiembrie 2007 | [ 1 ]     |